# 롯데호텔 서울
롯데호텔 서울(영어: Lotte Hotel Seoul)은 대한민국 서울특별시 중구 소공동에 위치한 호텔이다. 높이는 138m이고 지상은 최대 38층까지 있고 지하는 3층까지 있으며 객실은 1,015실이다. 1975년 5월에 착공하여 1979년 완공 후 3월 10일에 개장한 높은 호텔이 된 건물이다. 1973년부터 7년간 롯데의 경영권이었던 반도호텔 본사 건물을 철거하고 호텔을 건설하였다.
롯데호텔 서울은 메인타워와 이그제큐티브 타워로 구성된다. 주변에는 롯데백화점 본점과 연결되어 있고 백화점 내에 롯데면세점 본점이 위치해 있다.

## 역사
1975년 5월에 착공하여 1978년 12월 일부 객실과 레스토랑만 개관했고 1979년 3월에 완공되었고 지하 아케이드에는 롯데일번가와 롯데백화점 본점의 전신인 롯데쇼핑센터와 함께 전면 개관했다. 롯데백화점 본점은 그 당시 롯데쇼핑이 출범하고 롯데백화점 1호점은 소공점이다. 완공 후 대한민국에서 가장 높은 호텔이 되었다. 호텔에 대한 정식 허가가 이루어졌다. 신관은 1988년 서울 올림픽을 앞둔 1988년 6월에 개관하였고 8월 10일에도 개관하였다. 롯데쇼핑센터에서 롯데백화점으로 변경했다. 1989년에는 기네스북에 세계 최대의 기계식 주차장을 갖춘 호텔을 달성했다.
신관 전 객실에 대한 리노베이션을 실시한 건 2004년이다. 2006년에는 신관 로비라운지를 14층으로 이전하고 365개의 객실을 각추게 된다. 2008년에는 피에르 가니에르 서울이 오픈했다. 2009년에는 객실 리노베이션 작업을 마쳤다. 38층에 무궁화, 모모야마가 오픈했다. 2017년 9월까지 1,000실 이상 보유한 대한민국 최대의 단일 호텔이었으나 백화점, 면세점, 사무동 복합몰로 대한민국 최초의 복합호텔 쇼핑몰, 오피스동 콤플렉스로 상징성이 크다. 신관은 2018년 9월 개보수를 통해 이그제큐티브 타워(Executive Tower)로 개칭했다.

## 높이
현재 서울특별시 중구에서 가장 높은 호텔이다. 층수는 지상 38층, 지하 3층이고 높이는 138m로 완공 당시 대한민국에서 가장 높은 건물이 되었다. 1985년 63빌딩(60층, 249m)이 완공되기 전까지 대한민국에서 최고층 빌딩이었다. 1997년 롯데호텔 부산(43층, 173m)가 완공되기 전까지 대한민국에서 가장 높은 호텔이었다. 2012년 롯데호텔 서울을 능가하는 콘래드 서울 호텔(37층, 200m)가 완공된 적이 있다.

## 특징
총 1,105개의 객실을 보유하고 있는 호텔이다. 이 건물에는 비즈니스 호텔이 존재한다. 2010년 이후 서울에서 최고의 비즈니스 호텔인 롯데호텔 서울은 8년 연속 서울 최고 비즈니스호텔로 선정되었다.

## 내부 시설
높은 호텔에는 호텔과 비즈니스 호텔이 있고 사무실인 비즈니스 센터, 식당 등이 있다. 객실 1120실, 13개의 식음업장, 15개의 다양한 연회장, 피트니스 클럽, 비즈니스 센터 등 부대 시설을 갖추고 있다.
| 층수                | 시설 |
| ------------------- | --- |
| 38층                | 무궁화, 모모야마 |
| 37층                | 도림, 연회장, 가넷 / 펄 / 루비 스위트                                                                                               |
| 36층                | 연회장, 아스트 / 벌뷰 / 버클리 / 칼튼 / 샤롯데 / 피콕 스위트                                                                        |
| 8층 ~ 34층          | 객실 |
| 31층                | 클럽 라운지 / 객실 |
| 22층                | 라운지 / 객실 |
| 7층                 | 객실 / 설화수 스파 |
| 6층                 | 신한은행, 롯데렌터카, 치과, 아시아 소사이어티                                                                                       |
| 4층                 | 피트니스 클럽 |
| 3층                 | 연회장, 사파이어 블룸 / 토파즈 룸 / 파인 룸, 이그제큐티브 타워 연결통로                                                             |
| 2층                 | 연회장, 크리스탈 블룸 / 에메랄드 룸/ 제이드 룸, 아테네 가든, 단체객 라운지, 웨딩 살롱, JTB 라운지 / H.I.S 여행사                    |
| 1층                 | 로비, 리셉션, 벨 데스크, 비즈니스 센터, 컨시어지, 페닌슐라 라운지 & 바, 라세느, 델리카한스, 호텔 박물관, 롯데호텔 갤러리, 드로잉 룸 |
| 지하 1층            | 호텔 아케이드, 롯데백화점 |
| 지하 3층 ~ 지하 2층 | 지하주차장 |

## 같이 보기
- 롯데호텔
- 대한민국의 호텔 목록
- 대한민국의 마천루 목록
- 서울특별시의 마천루 목록
- 서울 중구의 마천루 목록
- 초고층 호텔 목록